# 河守駅
河守駅（こうもりえき）は、かつて京都府加佐郡大江町字河守（現在の福知山市大江町河守）にあった北丹鉄道の駅（廃駅）である。同鉄道の終着駅であった。

## 歴史
河守駅は1923年（大正12年）、北丹鉄道の福知山 - 河守間の開業に合わせて開設された。北丹鉄道は当初福知山から河守を経て丸八江村に至り、そこで官営鉄道の宮津線に接続する予定であった。しかし宮津線のルート変更や戦後恐慌による資金難などの理由で河守から先の路線延伸は断念。当駅が終着駅になったことにより、丹波地方と丹後地方を結ぶという北丹鉄道当初の使命は中途半端な結果に終わってしまった。
未成となった河守以遠の鉄道については、1966年（昭和41年）に宮津と河守を結ぶ国鉄路線（宮守線）が着工。北丹鉄道は宮守線の開業による国鉄線への編入、あるいは国鉄からの補償を目論んだが、経営の悪化により宮守線完成前の1971年（昭和46年）3月に営業を休止する。そのまま1974年（昭和49年）2月末に廃止が許可され、当駅もこの時廃止された。なお、宮守線はその後宮津と福知山を結ぶ宮福線に計画を変更、国鉄から第三セクターの宮福鉄道の手にわたり1988年（昭和63年）に開業を果たした。当駅があった大江町河守地区には宮福線の大江駅が設置されている。

### 年表
- 1923年（大正12年）9月22日：北丹鉄道の福知山 - 当駅間開業に伴い加佐郡河守町に開業[10][12]。
- 1953年（昭和28年）9月25日：台風13号による水害のため営業休止となる（福知山 - 下天津駅間は17日後に営業再開）[13]。
- 1954年（昭和29年）7月28日：水害復旧により全線営業再開となる[13]。
- 1961年（昭和36年）9月8日：第2室戸台風による水害のため47日間の営業休止となる[13]。
- 1971年（昭和46年）3月1日：北丹鉄道が営業休止[1]、当駅も休止となる[10]。
- 1974年（昭和49年）2月28日：北丹鉄道が廃止許可[1]、当駅も廃駅となる[10]。

## 駅構造
河守駅はホームが地面に接する地上駅。ホームは1面で、線路はホームに接する発着線1本のほかに機回し線と留置線があり、終点側に貨物線が伸びていた。
木造の駅本屋があり、駅員が配置されていた。

## 駅周辺
駅があった場所は駅前商店街「ナイン」の周辺に相当する。駅の跡地は京都タクシーの営業所に変わり、貨物線が伸びていたあたりは福知山市役所支所の駐車場となった。駅の痕跡は残っていない。北・西側は河守地区の住宅街、東・南側は田園地帯。北丹鉄道廃止後に開業した宮福線の大江駅が、当駅があった場所より50メートルほど川寄りに設けられている。
当駅付近の線路跡については国道175号沿いに低い築堤の跡を認めることができるが、そこから先、公庄駅までの区間は宮福線の線路用地に転用されている。

## 隣の駅
北丹鉄道
北丹鉄道線
蓼原駅 - 河守駅